# Trycherodes albifrons
Trycherodes albifrons är en fjärilsart som beskrevs av Walsingham 1912. Trycherodes albifrons ingår i släktet Trycherodes och familjen plattmalar. Inga underarter finns listade i Catalogue of Life.